# Панин, Валерий Григорьевич
Валерий Григорьевич Панин (род. 5 октября 1943) — советский хоккеист, советский и российский тренер. Заслуженный тренер России, заслуженный тренер Казахстана.

## Биография
Родился в семье рабочего-железнодорожника. В возрасте 9 лет с семьёй переехал в Челябинскую область.
Играл за хоккейную команду цеха в первенстве завода. До 17 лет играл центральным нападающим в юношеской команде «Восход». В команде мастеров был переведён на позицию защитника. В 20 лет поступил в Троицкое училище гражданской авиации, два года играл за местную команду. Затем выступал за «Сельхозвузовец», поступил в педагогический институт на факультет физвоспитания. До 22 лет также играл в футбол.
10 лет выступал за карагандинский «Строитель». Окончил с отличием местный педагогический институт. В 30 лет закончил карьеру хоккеиста, стал работать в техникуме физкультуры, преподавать на кафедре спортивных игр. Обучал хоккею, баскетболу, гандболу, футболу, хоккею с мячом, настольному теннису. Через 2,5 года стал заведующим кафедрой спортивных игр. Стал тренером в открытой детской спортивной школе хоккея «Строителя». С 1978 года — помощник старшего тренера «Строителя». В 1983—1987, 1991—1992 годах — главный тренер. Был тренером в детской спортивной школе при управлении народного образования.
В 1994 году был приглашён Геннадием Цыгуровым, с которым играл в «Сельхозвузовце», во вторую команду тольяттинской «Лады». Работал в команде помощником главного тренера (1994—1999), главным тренером (1999—2000, 2001—2003, 2006—2008). Был тренером-селекционером «Лады». Главный тренер (2000/01, 2008 — 30 октября 2009), тренер (2004/05) ЦСК ВВС Самара.
В сезоне 2004/05 годов работал в структуре клуба ХК МВД тренером-селекционером, летом 2005 года был назначен главным тренером фарм-клуба ХК МВД — ТХК. С 26 ноября 2005 — исполняющий обязанности главного тренера ХК МВД.
В 2018 году возглавил созданный в «Ладе» скаутский отдел.
Сын Григорий (род. 1985) — хоккеист.